# Любецька сотня
Лю́бецька (Лю́бечська) сотня — адміністративна одиниця Чернігівського полку Гетьманщини. Найбільша з усіх 16 сотень Чернігівського полку.

### Передумови формування
На початковому етапі Української національної революції, влітку 1648 р., козацьке військо звільнило територію Північного Лівобережжя від польської шляхти. На звільнених територіях створювалися козацькі полки, які були водночас військовими й адміністративними одиницями новоствореної держави. Саме до липня 1648 р. відносяться перші відомості про Чернігівський полк, який був створений на основі Чернігівського повіту Чернігівського воєводства та Любецького староства. Літопис Самійла Величка свідчить: «…на початку війни Хмельницького з поляками у 1648 р. учинилися … Чернігівський полк». Любецька околиця як історико-географічна територія сформувалася ще в давньоруські часи, коли Любеч був важливим центром Чернігівського князівства. Невдовзі регіон у політичному відношенні являв собою своєрідне «яблуко розбрату» у взаєминах між Великим князівством Литовським, Річчю Посполитою та Московською державою. Своєрідна «автономність» околиці була закріплена створенням 1471 р. у складі Київського воєводства Любецької волості, у 1569 р. — Любецького староства, а у середині XVII ст. — Любецької сотні Чернігівського полку.
Протягом XV—XVIII ст. довкола Любецького замку існувала унікальна соціально-територіальна спільнота, яка несла на собі обов'язок захисту північно-східних кордонів спочатку Великого князівства Литовського, потім Речі Посполитої і, нарешті, Гетьманщини. З Любецьким замком були пов'язані більше ніж 300 родин так званої служебної шляхти, щонайменше десять поколінь якої мешкали у навколішних селах.
Перша згадка про любецьких козаків датується 1561 р. — початком Лівонської війни. Як відзначав М. Довнар-Запольський, уже в першій половині XVI ст. практично всі військовослужбові категорії замкового населення були малопридатні у військовому відношенні. Слуги мали низький соціальний статус, зем'яни неохоче збиралися в ополчення, дедалі важче було залучати до військової служби і міщанство. Саме тому старости почали залучати до військової служби козаків, спочатку як виняток, а з 1572 p., коли козацька служба була прирівняна до регулярної військової — постійно. На думку О. Яблоновського, поява козаків у замкових околицях була пов'язана з політикою Литовської держави, яка осаджувала їх поблизу замків на військовому праві.
До козаків зазвичай прилучалась шляхта, яка "в пошуках свого місця в житті приходила до «козацького хліба». Беззаперечно, що близькість дрібношляхетського та козацького станів була зумовлена також загальними традиціями, побутом та звичаями.

### Служебна шляхта як джерело поповнення сотенного війська
Більш масовий перехід служебної шляхти до козацької верстви розпочався після Люблінської унії. Одним з безпосередніх наслідків унії для любецьких бояр-шляхти стало набуття зем'янсько-шляхетського та шляхетського статусу. 1571 р. чимало любецьких бояр отримали королівські привілеї із затвердженням своїх особистих та майнових прав. Причому королівські грамоти здебільшого надавалися з фіксацією обов'язкової служби при любецькому старості: «з котрих земель вишеписаных каждый з них к своей службе нашей военной коня ставит». Саме з 70 — 80-x pp. XVI ст. любецькі бояри стали одним із постійних джерел поповнення козацьких лав.
Відчутний поштовх «показаченню» служебної шляхти Любеча дала королівська люстрація 1571 p., під час якої необхідно було доводити права на володіння маєтностями та особисте шляхетство. Під час королівських ревізій значна частина боярства позбавлялась земельних володінь, оскільки шляхетські права визнавалися лише за наявності королівських чи старостинських грамот. У разі їх відсутності шляхтич автоматично позбавлявся усіх прав і переходив до нижчих прошарки суспільства (селянства, козацтва чи міщанства). Також відзначимо, що цей же період відмітився тим, що любецька шляхта активно поповнювала лави не лише рядового козацтва, а й старшинської верхівки. Серед козацької старшини кінця XVI — середини XVII ст. було чимало бояр і зем'ян замкової округи Любеча — Величковські (Савичі-Величковські), Гладкі, Томиловичі (Томіленки), Кононовичі (Кононовичі-Посудевські), Семаковичі, Тупичі (Тупиці), Пушкарі (Ресинські), Красковські, Жуки та ін.
1649 р. значна частина любецької шляхти покозачилася. Розуміючи значення Любеча та його військово-службової спільноти, Хмельницький зробив місто ранговою маєтністю чернігівських полковників, які мали гарантувати любецьким козакам-шляхті недоторканість.
31 березня 1656 р. Богдан Хмельницький надав універсал любецькому сотнику Саві Кононовичу-Посудевському разом з Артемом Красковським та «из всиею шляхтою тамошнею», яка «от початку войни щире служачи у войску Запорожском, в кождых потребах добре ставають и за веру православную бьються». Б. Хмельницький підтверджував усі привілеї «от королей здавна даних». Ніхто не міг «кривдити» тамтешніх шляхтичів, щоб вони «якоби найспокойнише добр своих заживали».
Традицію надання підтверджувальних універсалів любецькій шляхті продовжили гетьмани Іван Виговський, Юрій Хмельницький, Іван Брюховецький, Дем'ян Многогрішний.

### Любецька сотня як адміністративна одиниця
З утворення нової адміністративної системи, Любецька околиця виявилася розподіленою між сотнями Чернігівського полку — Любецькою, Чернігівською, Городнянською, Роїською та Сосницькою. Але найбільша частина околиці все ж таки увійшла до Любецької сотні. Це пояснюється чому Любецька сотня стає найбільшою з усіх 16 сотень Чернігівського полку. Вона включала 185 поселень (за даними 1764 р.) з кількістю населення 11551 чоловік, що становило приблизно 24 відсотки загальної кількості населених пунктів Чернігівського полку (729) та близько 9 відсотків загальної кількості населення (101556 чоловік).
Козаки Любецької сотні продовжували нести сторожову службу. Відомо, що біля с. Неданчичі існували три «городка» в урочищах Уборок, Темнолуг і Високій Гряді, де були розташовані «кордонне дома, окруженные глубокими рвами». З них козаки"высматривали заднепровских выходцев", щоб «хтось не зайшов з Польщі». Постійний дозор був виставлений і на Замковій горі Любеча. За Генеральним слідством про маєтності 1729—1730 рр. до Любецької сотні входило біля ста тридцяти п'яти сіл, одне місто (Любеч) та винокуренний завод Криниченський, завод папірний, завод Рудокопний, завод Цегельний.

### Ліквідація Любецької сотні
З ліквідацією сотенного устрою у 1781 р. створені Чернігівське та Новгород-Сіверське намісництва. Більша частина території Любецького староства увійшла до складу Березнянського, Городнянського (з 1801 р.) та Чернігівського повітів. Про становище Любеча у 80-х рр. XVIII ст. міститься інформація у праці О.Шафонського: «сие местечко имеет и поныне земляное обвалившееся укрепление… замок называемое находиться, которое прежде деревянным мостом высоким с прочим жильем соединялось и под коим мостом колодезь был».

## Сотники
- Водоволенко Петро (1656, н.)
- Герасим (1656, н.)
- Унучко (Внучко)-Посудевський Сава Кононович (1656—1657)
- Грищенко Хилько (1658, н.)
- Ращенко Хома (1659)
- Внучко Сава (1660)
- Васильович Гаврило (1661)
- Внучко-Посудевський Сава Кононович (1669)
- Войцехович Степан (1671)
- Решутько Іван Матвійович (1673—1677)
- Устимович Василь (1681—1686)
- Орловський Прокіп Микифорович (1687, н.)
- Александрович Юрій (1688)
- Устимович Василь (1689)
- Мокрієвич Іван (1690).
- Дуброва Мина Михайлович (1691, н.)
- Юркевич Тимофій (1689—1691)
- Мокрієвич Іван (1693)
- Юркевич Тимофій (1695—1697)
- Ворошило-Ярмултовський Павло Петрович (1698)
- Устимович Василь (1698)
- Худолій Кирило Гапонович (1695, н.)
- Ворошило-Ярмултовський Павло Петрович (1699—1700)
- Васильович Семен (1699—1703, н.)
- Полоницький Василь Остафійович (1701)
- Силич Іван (1705)
- Силич Василь Іванович (1706)
- Полоницький Василь Остафійович (1708)
- Савич Іван (1709—1733)
- Савич Іван Іванович (1733—1746)
- Костянтинович Тихон (1735; 1740; 1742, н.)
- Савич Василь Іванович (1747—1764)
- Посудевський Іван Федорович (1763—1773)
- Репчинський Семен (1773)
- Корицький Матвій (1781)
- Сипига Василь Іванович (1782)

## Територія
На території сотні розташовано 116 населених пункти.
82 села — c. Антоновичі; с. Білоцерківка; с.Борисоглібівка; с. Буда; с. Борки; с. Ведельці; с.Веребйове; с.Вертеча; с. Вертіївка; с.Веселейки; с.Високинь; с.Гайдуки; с.Галків; с.Гитки; с.Голобурди; с. Грабів; с. Губичі; с.Довгуни; с.Довжин; с.Жданів; с. Жидиничі (зараз Червоне); с.Зліїв; с.Зубиха; с.Кезі; с.Кислі; с.Клопів; с.Ковпита; с.Козарки; с. Козел (зараз Михайло-Коцюбинське); с. Козли; с. Коробки; с.Корольча; с.Корховець; с.Красківське; с.Кротин; с.Кувичичі; с.Кукарі; с.Лявонки; с. Лопатин; с.Малейки; с.Манки; с.Мніїв; с.Миси; с.Мокрі Велички; с. Молочки; с.Москалі; с.Мохначі; с.Мутичів; с.М'якошине; с. Навоз; с.Неданчичі; с. Новосілки; с.Онисовці; с. Оселівка; с.Осняки; с. Павлівка; с.Пересажа; с.Перохів; с. Петрики; с.Петруші; с.Плюхів; с.Пакуль; с.Посохівка; с.Простори; с.Пузики; с. Пушкарі; с.Радківка; с.Розсудів; с.Семаки; с.Семендей; с.Сеники; с. Сивки; с.Скитки; с.Скугари; с.Старе Гутище; с.Сухі Велички; с. Табаївка; с.Убіжичі; с.Унучки; с. Черв'яки,; с.Шибериківка,; с.Шумани.
5 слобід — Мохнатинська слобода; Мохначівська слобода; слобода Радуль; Рашкова слобода; Углівська слобода.
6 хуторів — Зміївський хутір; Краснівський хутір; хутір М'якшунівка; хутори: Гаврилова Самійла, священика; Кохановського Якима, значкового товариша; Пушки Петра, любецького отамана.
У Генеральному описі 1765—1769 pp. за сотнею записані ще 23 села: Баба, Бахани, Бондарівка, Брехуни, Бутівка, Волосківці, Голубівка, Домашлин, Злієве Друге, Злієве Мале, Злієве Третє, Капустинці, Кархівка, Кононівка, Низьківка, Остапівка, П'ящики, Сваричівка, Слобідка, Слободяки, Смолячівка, Станецьке, Яниці.
На сході сотня межувала з Роїською, Білоуською та Слабинською сотнями, на півдні з Остерською сотнею Київського полку.

## Господарство
На території сотні виробляли скло в 10 гутах — Вертецька гута; Залізна гута; М'якшунівська гута; Нова гута; Нова Озерська гута; Нова Угринська гута; Озерська гута; Стара гута; Стара Монастирська гута; Стара Хотилівська гута.
Також займалися вироблянням заліза в 8 руднях — Вертецька рудня; Грабівська рудня; Гуньківська рудня; Лісківська рудня; Лугова рудня; Нововертецька рудня; Розсудівська рудня; Углівська рудня.
До того ж було 8 млинів: Борисівський млин; Михнівський млин; Млини на Косовиці, Локотковбму, Пакульці, Пустинках, Чиковці; Мостківський млин; та папірня бунчукового товариша Петра Лизогуба.